# Centuria (armia)
Centuria (łac.) – początkowo była najmniejszą jednostką taktyczną legionu, armii rzymskiej. Liczyła początkowo stu piechurów (stąd nazwa) działających pod wodzą centuriona (łac. centurio). W IV wieku p.n.e. utworzono nową jednostkę taktyczną złożoną z dwóch centurii – manipuł. Z czasem centurie principii i hastati zmniejszono do 60 żołnierzy, a centurie triarii do 30 żołnierzy. Centuria podzielona została na dziesiątki (łac. contubernium). Na skutek reform wojskowych Mariusza etatowa liczebność centurii podniesiona została do 100 żołnierzy (nadal dwie centurie tworzyły manipuł). W czasach cesarstwa kohorta legionowa składała się z 6 centurii po 80 żołnierzy każda (tworzących 3 manipuły po 160 żołnierzy). Natomiast samodzielne kohorty tysięczne dzieliły się na 10 centurii, a kohorty pięćsetne – na 6 centurii.

## Literatura
- Mała Encyklopedia Wojskowa, 1967, Wydanie I